# رستيونية
الرستيونية أو الحِمْليليات (الاسم العلمي: Restionaceae) هي فصيلة من النباتات تتبع رتبة القبئيات من طائفة أحاديات الفلقة.

## التوزيع
تتوزع نبات هذه الفصيلة في كل قارات النصف الجنوبي من الكرة الأرضية:
- أمريكا الجنوبية نوع وحيد هو الأبوداسميا التشيلية (الاسم العلمي:Apodasmia chilensis)
- أفريقيا إلى الجنوب من خط الاستواء وضمناً مدغشقر حوالي 330 نوع.
- أستراليا 150 نوع
- نيوزيلندا 4 أنواع
- جنوب شرق آسيا نوع وحيد واسع الانتشار

وغالباً من تكون هذه النبات هي المكون الرئيسي في نباتات مناطق المناخ المتوسطي في جنوب أفريقيا وغرب أستراليا. وهي الفصيلة الأساسية المكونة لنباتات منطقة الفنبوس في ويسترن كيب.

## أجناس
- الرستيو
- الأبوداسميا (الاسم العلمي:Apodasmia)